# Футболіст року в Латвії
Футболіст року в Латвії — щорічна нагорода, яка присуджується Латвійською футбольною федерацією за результатами опитувань журналістів. 
Вперше нагородження відбулось 1995 року. Найбільшу кількість разів нагороду здобували Мар'ян Пахар та Віталійс Астаф'євс — по три рази.

## Переможці
| Рік  | Футболіст               | Клуб                   |
| ---- | ----------------------- | ---------------------- |
| 1995 | Віталійс Астаф'євс      | «Сконто»               |
| 1996 | Віталійс Астаф'євс (2)  | «Сконто»               |
| 1997 | Юрій Шевляков           | «Сконто»               |
| 1998 | Міхаілс Землінскіс      | «Сконто»               |
| 1999 | Мар'янс Пахарс          | «Саутгемптон»          |
| 2000 | Мар'янс Пахарс          | «Саутгемптон»          |
| 2001 | Мар'янс Пахарс          | «Саутгемптон»          |
| 2002 | Юріс Лайзанс            | ЦСКА (Москва)          |
| 2003 | Маріс Верпаковскіс      | «Сконто»               |
| 2004 | Маріс Верпаковскіс (2)  | «Динамо» (Київ)        |
| 2005 | Ігорс Степановс         | «Грассхопперс»         |
| 2006 | Александрс Колінько     | «Рубін»                |
| 2007 | Віталійс Астаф'євс (3)  | «Сконто»               |
| 2008 | Андріс Ванінс           | «Вентспілс»            |
| 2009 | Каспарс Горкшс          | «Квінз Парк Рейнджерс» |
| 2010 | Каспарс Горкшс (2)      | «Квінз Парк Рейнджерс» |
| 2011 | Александрс Цауня        | ЦСКА (Москва)          |
| 2012 | Александрс Цауня        | ЦСКА (Москва)          |
| 2013 | Андріс Ванінс (2)       | «Сьйон»                |
| 2014 | Александрс Колінько (2) | «Балтика»              |